# CR134 (Luxemburg)
De CR134 (Chemin Repris 134) is een verkeersroute in Luxemburg tussen Ehnen (N10) en Wasserbillig (N1). De route heeft een lengte van ongeveer 31 kilometer.

## Routeverloop
De CR134 begint in de plaats Ehnen aan de N10 bij de rivier de Moezel op 139 meter boven zeeniveau. De route gaat naar het noordwesten toe richting Gostingen en gaat hierbij door bosachtig gebied en stijgt in hoogte naar 253 meter boven zeeniveau in Gostingen. Hierna gaat de route verder naar het noordwesten toe in de richting van Mensdorf. De route gaat hierbij nog iets verder stijgen, maar bevat ook grote delen die redelijk vlak zijn. Tevens gaat de route door de open velden heen. Het hoogste punt van de route is op ongeveer 300 meter boven zeeniveau met de brug over de A1 E44. 
In Mensdorf komt de route de spoorlijn Luxemburg - Wasserbillig - Trier tegen. Vanaf dat moment zal de route tot aan het einde in Wasserbillig bij de spoorlijn in de buurt blijven. Tevens komt de route vanaf Mensdorf ook de rivier de Syre tegen. Ook deze zal tot aan Mertert in de directe nabijheid van de route blijven. De route gaat verder richting het noordoosten richting Wecker en gaat door de open velden heen waarbij het op vlak niveau geleidelijk iets daalt in hoogte. Vanaf Wecker gaat de route door het Syrdal waarbij bosgebied met steile rotswanden direct naast de weg de overhand hebben. De route blijft echter wel redelijk vlak, maar daalt geleidelijk wel verder. In Mertert sluit de route aan de op de N1. Na de aansluiting met de N1 gaat de route nog voor een deel langs de zuidkant van de spoorlijn Luxemburg - Wasserbillig - Trier en langs de rivier de Moezel. De route gaat hierbij naar het laagste punt van het land Luxemburg: 130 meter boven zeeniveau op de hoek van de rivieren de Moezel en de Sûre. Hierna sluit de route enkele meters hoger weer aan op de N1.
De CR134 had bij Mertert oorspronkelijk iets andere route. De route ging na de eerste aansluiting met de N1 in Mertert niet naar de kruising met de CR141a, maar eerst met de N1 onder de spoorlijn Luxemburg - Wasserbillig door gaan om vervolgens met een spoorwegovergang over de havenspoorlijn van Mertert te gaan en bij de Moezel uit te komen. Hierna zou de route langs de Moezel weer uitkomen op de huidige CR134.

## Plaatsen langs de CR134
- Ehnen
- Gostingen
- Beyren
- Mensdorf
- Roodt-sur-Syre
- Ollingen
- Betzdorf
- Wecker
- Manternach
- Fausermühle
- Mertert
- Wasserbillig

## CR134a
De CR134a is een verbindingsweg in Roodt-sur-Syre. De ongeveer 200 meter lange route verbindt de CR134 via het treinstation Roodt met de N1.

## CR134b
De CR134b is een verbindingsweg in Wecker. De ongeveer 650 meter lange route verbindt de N14 met de CR134 bij het treinstation Wecker. De route is hierbij beter geschikt voor het doorgaande verkeer dan de CR134 die over een andere route naar het station gaat.

## CR134c
De CR134c is een verbindingsweg in Mertert. De ongeveer 120 meter lange route verbindt de N1 met de CR134.
CR101 ·
CR102 ·
CR103 ·
CR104 ·
CR105 ·
CR106 ·
CR107 ·
CR108 ·
CR109 ·
CR110 ·
CR111 ·
CR112 ·
CR113 ·
CR114 ·
CR115 ·
CR116 ·
CR117 ·
CR118 ·
CR119 ·
CR120 ·
CR121 ·
CR122 ·
CR123 ·
CR124 ·
CR125 ·
CR126 ·
CR127 ·
CR128 ·
CR129 ·
CR130 ·
CR131 ·
CR132 ·
CR133 ·
CR134 ·
CR135 ·
CR136 ·
CR137 ·
CR138 ·
CR139 ·
CR140 ·
CR141 ·
CR142 ·
CR143 ·
CR144 ·
CR145 ·
CR146 ·
CR147 ·
CR148 ·
CR149 ·
CR150 ·
CR151 ·
CR152 ·
CR153 ·
CR154 ·
CR155 ·
CR156 ·
CR157 ·
CR158 ·
CR159 ·
CR160 ·
CR161 ·
CR162 ·
CR163 ·
CR164 ·
CR165 ·
CR166 ·
CR167 ·
CR168 ·
CR169 ·
CR170 ·
CR171 ·
CR172 ·
CR173 ·
CR174 ·
CR175 ·
CR176 ·
CR177 ·
CR178 ·
CR179 ·
CR180 ·
CR181 ·
CR182 ·
CR183 ·
CR184 ·
CR185 ·
CR186 ·
CR187 ·
CR188 ·
CR189 ·
CR190
CR200 ·
CR201 ·
CR202 ·
CR203 ·
CR204 ·
CR205 ·
CR206 ·
CR207 ·
CR208 ·
CR210 ·
CR211 ·
CR212 ·
CR213 ·
CR215 ·
CR216 ·
CR217 ·
CR218 ·
CR219 ·
CR220 ·
CR221 ·
CR222 ·
CR223 ·
CR224 ·
CR225 ·
CR226 ·
CR227 ·
CR228 ·
CR229 ·
CR230 ·
CR231 ·
CR232 ·
CR233 ·
CR234
CR301 ·
CR302 ·
CR303 ·
CR304 ·
CR305 ·
CR306 ·
CR307 ·
CR308 ·
CR309 ·
CR310 ·
CR311 ·
CR312 ·
CR313 ·
CR314 ·
CR315 ·
CR316 ·
CR317 ·
CR318 ·
CR319 ·
CR320 ·
CR321 ·
CR322 ·
CR323 ·
CR324 ·
CR325 ·
CR326 ·
CR327 ·
CR328 ·
CR329 ·
CR330 ·
CR331 ·
CR332 ·
CR333 ·
CR334 ·
CR335 ·
CR336 ·
CR337 ·
CR338 ·
CR339 ·
CR340 ·
CR341 ·
CR342 ·
CR343 ·
CR344 ·
CR345 ·
CR346 ·
CR347 ·
CR348 ·
CR349 ·
CR350 ·
CR351 ·
CR352 ·
CR353 ·
CR354 ·
CR355 ·
CR356 ·
CR357 ·
CR358 ·
CR359 ·
CR360 ·
CR361 ·
CR362 ·
CR364 ·
CR365 ·
CR366 ·
CR367 ·
CR368 ·
CR369 ·
CR370 ·
CR371 ·
CR372 ·
CR373 ·
CR374 ·
CR375 ·
CR376 ·
CR377 ·
CR378 ·
CR379
Routes die cursief vermeld staan, zijn voormalige routes.